# Wapen van De Wolden

Het wapen van de gemeente De Wolden.

Het wapen van De Wolden betreft het wapen van de Drentse gemeente De Wolden. De gemeente is in 1998 gevormd en het wapen werd in 2001 per Koninklijk Besluit aan de gemeente verleend.

## Geschiedenis
De gemeente De Wolden is in 1998 ontstaan uit een fusie tussen de gemeenten de Wijk, Ruinerwold, Zuidwolde en een groot deel van Ruinen. Het wapen werd op 28 maart 2001 per Koninklijk Besluit aan de gemeente toegekend. Omdat de gemeente nieuw is, is ervoor gekozen om op het wapen vier bomen te plaatsen die de vier fusiegemeentes symboliseren.

### Symboliek
De verschillende onderdelen van het wapen hebben verschillende betekenissen, dit zijn:
- Het gouden schild: het goud symboliseert de zandgronden in de gemeente;
- De vier bomen: staan voor de vier voormalige gemeentes die in De Wolden zijn opgegaan, samen gegroepeerd om aan te geven dat zij toch één geheel vormen;
- De zwarte schildvoet: de kleur zwart staat voor de veenbossen binnen de gemeente;
- De geënte dwarsbalk: zilver staat vaak voor water en in dit geval symboliseert het de rivier de Reest
- De kroon is een Adel- en Helmkroon in de oude stijl.

### Alternatief wapen
Het Drents Heraldisch College had echter een ander wapen voor ogen: Een zilveren schild beladen met een zwart hartschild met een gouden schildhoofd. Op het hartschild drie zilveren rozen met gouden knoppen. Het geheel omgeven door een schildzoom van zilver en keel. Het schild gehouden door twee zwarte adelaars en gekroond door een gouden kroon van drie bladeren en twee parels. Dit schild was gebaseerd op elementen uit de wapens van de voorgaande gemeentes: de schildzoom komt van het schildhoofd van De Wijk, de rozen uit het wapen van Ruinerwold en de schildhouders komen van het schild van Zuidwolde. Deze wapens waren gebaseerd op de wapens van adellijke families die in die gebieden op havezaten gewoond hebben. 

## Blazoenering
De officiële beschrijving, in de heraldiek blazoenering genoemd, luidt als volgt:
In goud een bos van vier bomen van sinopel, staande op een schildvoet van sabel, de schildvoet beladen met een geënte dwarsbalk van zilver. Het schild gedekt met een gouden kroon van drie bladeren en twee parels.
Het schild zelf is goudkleurig met daarop staande een groep van vier groene bomen. De schildvoet is zwartkleurig. Over de schildvoet een zilveren dwarsbalk, welke sterk kronkelt. Op het schild een gouden kroon bestaande uit drie bladeren met daartussen twee parels.

## Gemeentevlag
De vlag van De Wolden is afgeleid van het wapen:

Vlag van De Wolden

Aa en Hunze · Assen · Borger-Odoorn · Coevorden · De Wolden · Emmen · Hoogeveen · Meppel · Midden-Drenthe · Noordenveld · Tynaarlo · Westerveld